# Heterohorus losfrailensis
Genre
Espèce
Heterohorus losfrailensis, unique représentant du genre Heterohorus, est une espèce de pseudoscorpions de la famille des Olpiidae.

## Distribution
Cette espèce est endémique des Dépendances fédérales au Venezuela. Elle se rencontre dans l'archipel de Los Frailes et sur l'île de la Tortue.

## Description
Le mâle paratype mesure 2,075 mm et les femelles mesurent de 2,12 à 2,145 mm.

## Étymologie
Son nom d'espèce, composé de losfrail[es] et du suffixe latin -ensis, « qui vit dans, qui habite », lui a été donné en référence au lieu de sa découverte, l'archipel de Los Frailes.

## Publication originale
- Tooren, 2011 : New records of olpiid pseudoscorpions (Pseudoscorpiones: Olpiidae) from the Caribbean area and Surinam, with descriptions of four new species of the genera Pachyolpium Beier, Tricholpium gen. nov. and Heterohorus gen. nov. Zoologische Mededelingen, vol. 85, no 1, p. 169–194 (texte intégral).